# Ergonomi
Ergonomi er læren om samspil mellem mennesker og andre elementer i et system. Det drejer sig derfor om teori, principper, data og metoder til at til optimering af præstationsevne samt til forebyggelse/behandling af arbejdsrelateret lidelser. Derfra kan man se mekanismerne bag mekanisk inducerede akutte og kroniske bevægeapparatsskader/lidelser der måtte opstå hvis de ergonomiske forbehold ikke bliver taget i betragtning. 
Etymologisk set er ergonomi en neologisme, som blev skabt i det engelske sprogområde omkring 1960 af græsk ergon = "arbejde" + nomia = "tildele", altså "arbejdsindretning".
Ordet bruges om noget, der er fysisk bekvemt for kroppen. Eksempelvis er det ergonomisk at have skrivebordet i den korrekte højde, når man sidder ned. Man kan ligeledes få redskaber, der er ergonomiske. Højden af skærmens placering og dens niveau i forhold til øjet, den siddestilling, etc. definerer ergonomi i at bruge en computer. Eksempelvis har der været fokus på såkaldte museskader ved intensivt arbejde med pc'er. En løsning på dette var ergonomiske mus, der gjorde, at håndleddet ikke var tvunget til at arbejde i en forkert stilling. Flere ergonomiske tastaturer er også tilgængelige, både typer der er udformet anderledes, og typer der har et andet layout for tasterne, for eksempel dvorak-tastaturer.
Ergonomi på arbejdspladsen vedrører i Danmark 2,7 mio mennesker, som er på arbejdsmarkedet Heraf vurderes det at 1 mio. har ondt i ryggen i større eller mindre grad.